# 雅洛米察縣
雅洛米察縣是羅馬尼亞南部的一個縣。面積4,453平方公里，2011年時人口為296,572，人口密度為每平方公里58.08人。首府斯洛博齊亞。
下設3市、4镇、59鄉。

## 所辖市
- 斯洛博齊亞
- 乌尔济切尼
- 費泰什蒂